# Papua-Nowa Gwinea na Letnich Igrzyskach Olimpijskich 2020
Papua-Nowa Gwinea na Letnich Igrzyskach Olimpijskich 2020 – występ kadry sportowców reprezentujących Papuę-Nową Gwineę na igrzyskach olimpijskich, które odbyły się w Tokio w Japonii, w dniach 23 lipca – 8 sierpnia 2021 roku.
Reprezentacja Papui-Nowej Gwinei liczyła ośmioro zawodników – czterech mężczyzn i cztery kobiety, którzy wystąpili w 5 dyscyplinach.
Był to jedenasty start tego kraju na letnich igrzyskach olimpijskich.

## Reprezentanci

### Boks
| Zawodnik | Konkurencja         | 1/16             | 1/8              | Ćwierćfinał      | Półfinał         | Finał            | Finał   |    |
| Zawodnik | Konkurencja         | Przeciwnik Wynik | Przeciwnik Wynik | Przeciwnik Wynik | Przeciwnik Wynik | Przeciwnik Wynik | Miejsce |    |
| -------- | ------------------- | ---------------- | ---------------- | ---------------- | ---------------- | ---------------- | ------- | -- |
| John Ume | waga lekka mężczyzn | Garside P 0-5    | NQ               | NQ               | NQ               | NQ               | NQ      | NQ |

### Lekkoatletyka
| Zawodniczka    | Konkurencja       | Kwalifikacje | Kwalifikacje | Finał    | Finał   |
| Zawodniczka    | Konkurencja       | Rezultat     | Miejsce      | Rezultat | Miejsce |
| -------------- | ----------------- | ------------ | ------------ | -------- | ------- |
| Rellie Kaputin | Skok w dal kobiet | 6,40 m       | 19.          | NQ       | NQ      |

### Pływanie
Mężczyźni
| Zawodnik       | Konkurencja          | Eliminacje | Eliminacje | Półfinał | Półfinał | Finał | Finał   |
| Zawodnik       | Konkurencja          | Czas       | Miejsce    | Czas     | Miejsce  | Czas  | Miejsce |
| -------------- | -------------------- | ---------- | ---------- | -------- | -------- | ----- | ------- |
| Ryan Maskelyne | 200 m st. klasycznym | 2:15,33    | 32.        | NQ       | NQ       | NQ    | NQ      |

Kobiety
| Zawodniczka         | Konkurencja       | Eliminacje | Eliminacje | Półfinał | Półfinał | Finał | Finał   |
| Zawodniczka         | Konkurencja       | Czas       | Miejsce    | Czas     | Miejsce  | Czas  | Miejsce |
| ------------------- | ----------------- | ---------- | ---------- | -------- | -------- | ----- | ------- |
| Emilie Grand’Pierre | 50 m st. dowolnym | 27,56      | 53.        | NQ       | NQ       | NQ    | NQ      |

### Podnoszenie ciężarów
Mężczyźni
| Zawodnik   | Konkurencja   | Rwanie   | Rwanie  | Podrzut  | Podrzut | Suma | Miejsce |
| Zawodnik   | Konkurencja   | Rezultat | Miejsce | Rezultat | Miejsce | Suma | Miejsce |
| ---------- | ------------- | -------- | ------- | -------- | ------- | ---- | ------- |
| Morea Baru | waga do 61 kg | 118      | 12.     | 147      | 10.     | 265  | 10.     |

Kobiety
| Zawodniczka | Konkurencja   | Rwanie   | Rwanie  | Podrzut  | Podrzut | Suma | Miejsce |
| Zawodniczka | Konkurencja   | Rezultat | Miejsce | Rezultat | Miejsce | Suma | Miejsce |
| ----------- | ------------- | -------- | ------- | -------- | ------- | ---- | ------- |
| Dika Toua   | waga do 49 kg | 72       | 13.     | 95       | 8.      | 167  | 10.     |

### Żeglarstwo
Mężczyźni
| Zawodnik     | Konkurencja | Wyścig | Wyścig | Wyścig | Wyścig | Wyścig | Wyścig | Wyścig | Wyścig | Wyścig | Wyścig | Wyścig | Punkty | Finałowa pozycja |
| Zawodnik     | Konkurencja | 1      | 2      | 3      | 4      | 5      | 6      | 7      | 8      | 9      | 10     | M      | Punkty | Finałowa pozycja |
| ------------ | ----------- | ------ | ------ | ------ | ------ | ------ | ------ | ------ | ------ | ------ | ------ | ------ | ------ | ---------------- |
| Teariki Numa | Laser       | 35     | 35     | 35     | 35     | 35     | 34     | 32     | 34     | 34     | 32     | NQ     | 306    | 35.              |

Kobiety
| Zawodniczka   | Konkurencja  | Wyścig | Wyścig | Wyścig | Wyścig | Wyścig | Wyścig | Wyścig | Wyścig | Wyścig | Wyścig | Wyścig | Punkty | Finałowa pozycja |
| Zawodniczka   | Konkurencja  | 1      | 2      | 3      | 4      | 5      | 6      | 7      | 8      | 9      | 10     | M      | Punkty | Finałowa pozycja |
| ------------- | ------------ | ------ | ------ | ------ | ------ | ------ | ------ | ------ | ------ | ------ | ------ | ------ | ------ | ---------------- |
| Rose-Lee Numa | Laser Radial | 44     | 42     | 40     | 44     | 40     | 39     | 38     | 43     | 44     | 43     | NQ     | 373    | 44.              |